# Virslīga 1937-1938
L'edizione 1937-1938 della Virslīga fu la 17ª del massimo campionato lettone di calcio; fu vinta dall'Olimpija Liepāja, giunto al suo sesto titolo.

## Formula
Per la prima volta il torneo non seguì l'anno solare, ma si disputò nell'arco di due differenti annate.
Il campionato era disputato da otto squadre, ma dopo 7 turni il V. Kuze Riga e i suoi risultati furono annullati; le sette squadre rimanenti si incontrarono in turni di andata e ritorno, per un totale di 14 turni e 12 incontri per squadra; erano previsti due punti per la vittoria, uno per il pareggio e zero per la sconfitta.

## Classifica finale
|                     | Pos. | Squadra          | Pt | G  | V  | N | P  | GF | GS | DR  |
| ------------------- | ---- | ---------------- | -- | -- | -- | - | -- | -- | -- | --- |
| Lettonia (bandiera) | 1    | Olimpija Liepāja | 21 | 12 | 10 | 1 | 1  | 41 | 9  | +32 |
|                     | 2    | RFK Riga         | 18 | 12 | 9  | 0 | 3  | 33 | 12 | +21 |
|                     | 3    | ASK Rīga         | 13 | 12 | 6  | 1 | 5  | 33 | 25 | +8  |
|                     | 4    | Rīga Vanderer    | 12 | 12 | 4  | 4 | 4  | 31 | 15 | +16 |
|                     | 5    | Hakoah Riga      | 10 | 12 | 4  | 2 | 6  | 17 | 27 | -10 |
|                     | 6    | US Riga          | 10 | 12 | 4  | 2 | 6  | 19 | 38 | -19 |
|                     | 7    | 16 JAPSK Jelgava | 0  | 12 | 0  | 0 | 12 | 14 | 62 | -48 |
|                     | -    | V. Kuze Riga     |    |    |    |   |    |    |    |     |